# 仲崇信
仲崇信（1908年5月—2008年3月2日），男，原籍山东黄县，生于天津，中国植物生态学家、教育家，曾任南京大学教授，第三届全国人大代表。